# Irma Harder
Irma Harder (* 24. Dezember 1915 als Irma Lankow in Polzow; † 13. Februar 2008 in Werder an der Havel) war eine deutsche Schriftstellerin.

## Leben

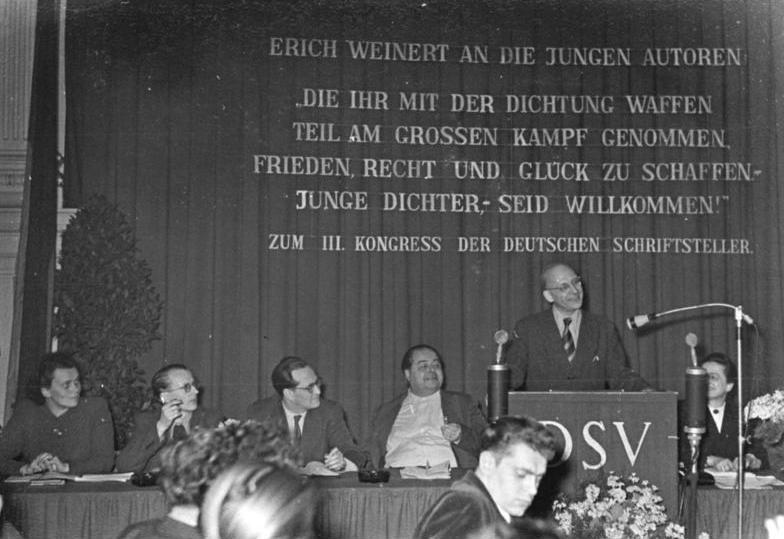
Irma Harder (1. v. l.) am 7. März 1954 auf der Konferenz junger Autoren in Leipzig

Irma Harder war die Tochter eines Stellmachers und einer Landarbeiterin. Nach dem Besuch einer einklassigen Volksschule in Polzow war sie ab 1930 Diakonissenschülerin bei der Hoffbauer-Stiftung auf Hermannswerder bei Potsdam. Von 1933 bis 1936 arbeitete sie als Dienstmädchen. 1937 heiratete sie den Mittelbauern Adalbert Harder,  mit dem sie einen Bauernhof in Zerrenthin/Kreis Pasewalk bewirtschaftete. Nach dem Tode ihres Mannes im Jahre 1946 führte sie den Hof weiter. Gleichzeitig begann sie mit dem Verfassen von Theaterstücken für eine von ihr gegründete Laienspielgruppe und von ersten Erzählungen. Seit 1956 war sie als freie Schriftstellerin in Potsdam ansässig, seit 2000 lebte sie in einem Altersheim in Werder bei Potsdam.
Irma Harders Werk besteht aus Erzählungen und Romanen, die in einfachem Stil ein realistisches Bild des dörflichen Alltags zeichnen, wie ihn die Verfasserin während ihrer Zeit als Bäuerin erlebt hatte.
Irma Harder war seit 1954 Mitglied des Schriftstellerverbandes der DDR; seit der Wiedervereinigung gehörte sie dem Verband Deutscher Schriftsteller und dem Literaturkollegium Brandenburg an. 1958 wurde sie mit dem Theodor-Fontane-Preis des Bezirks Potsdam ausgezeichnet. 1975 erhielt sie den Vaterländischen Verdienstorden in Bronze.
Irma Harder starb im Februar 2008 im Alter von 92 Jahren in Werder an der Havel.

## Werke
- Die Bauernpredigt und andere Geschichten, Berlin 1953
- Im Haus am Wiesenweg, Berlin 1956
- Das siebte Buch Mose und andere Geschichten, Berlin 1958
- Ein unbeschriebenes Blatt, Neues Leben, Berlin 1958
- Wolken überm Wiesenweg, Berlin 1960
- Die Spatzen pfeifen's schon vom Dach, Berlin 1963
- Verbotener Besuch, Berlin 1968
- Melodien im Wind, Berlin 1971
- Die Nacht auf der Mädcheninsel, Berlin 1974
- Grit im Havelland, Berlin 1977
- Die Frau vom Ziegelhof, Verlag Neues Leben, Berlin 1984
- Damals in Sanssouci und andere Begebenheiten Berlin 1990
- Die Nacht auf der Mädcheninsel, Verlag Neues Leben, Berlin 1987
- Melodien im Wind, Verlag Neues Leben, Berlin 1983